# 4-Fenyl-4-(1-piperidinyl)-cyclohexanol
4-fenyl-4-(1-piperidinyl)cyclohexanol, også kendt som PPC er et organisk kemikalie, som ofte findes som en metabolit af fencyklidin (PCP). Det kan spores i håret på PCP-brugere. Det har vist sig at medføre stigninger i laboratoriemus' aktivitet.